# Ramón Alabern

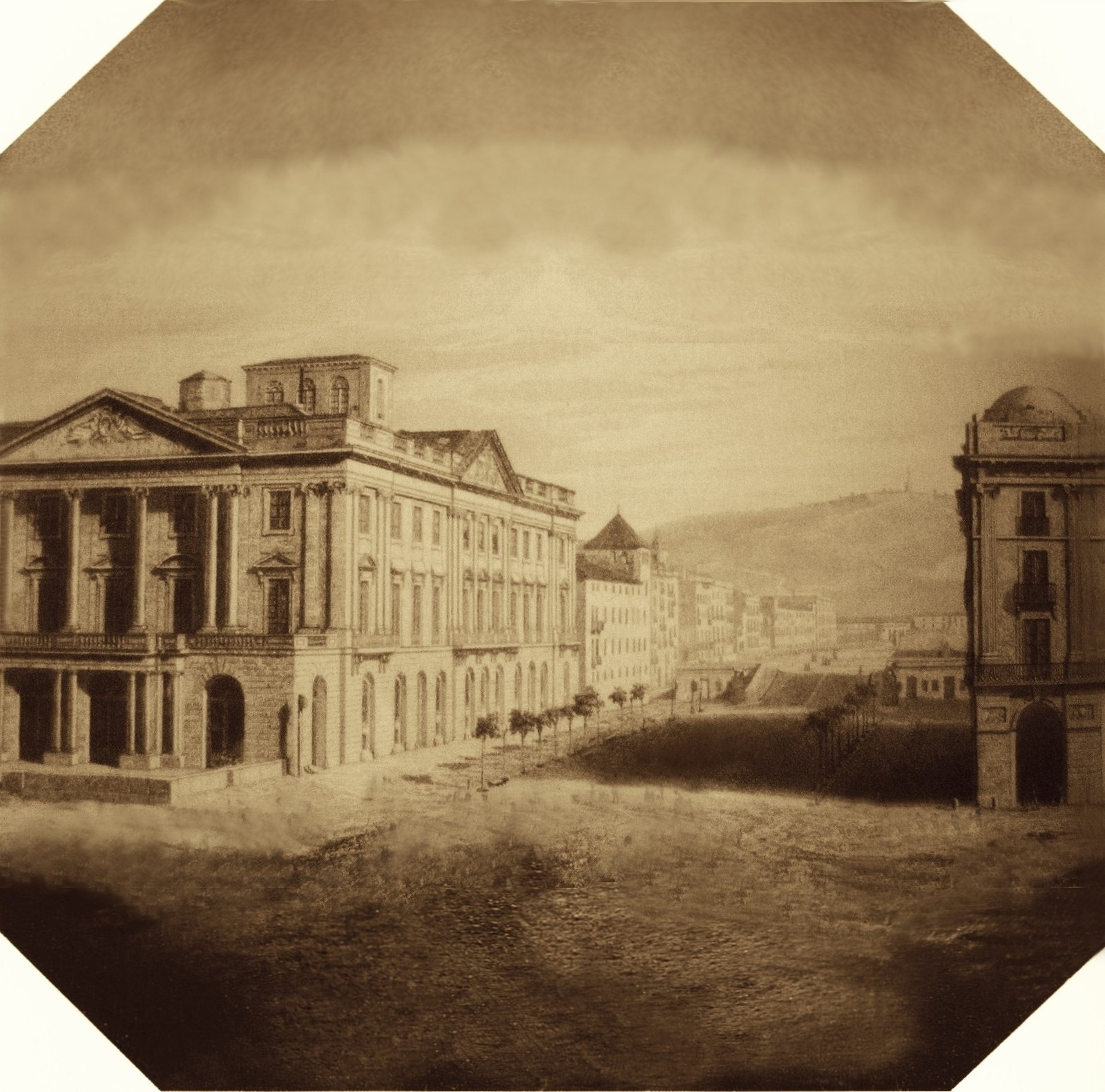
Recreación del primer daguerrotipo realizado en el que se puede contemplar la casa Xifré y la Lonja del Mar. Aunque esta obra adicional está realizada el mismo año y en el mismo sitio, el encuadre podría ser diferente (la imagen está invertida horizontalmente).

Ramón Alabern fue el especialista encargado de realizar el primer daguerrotipo en España, que tuvo lugar el 10 de noviembre de 1839 en Barcelona.

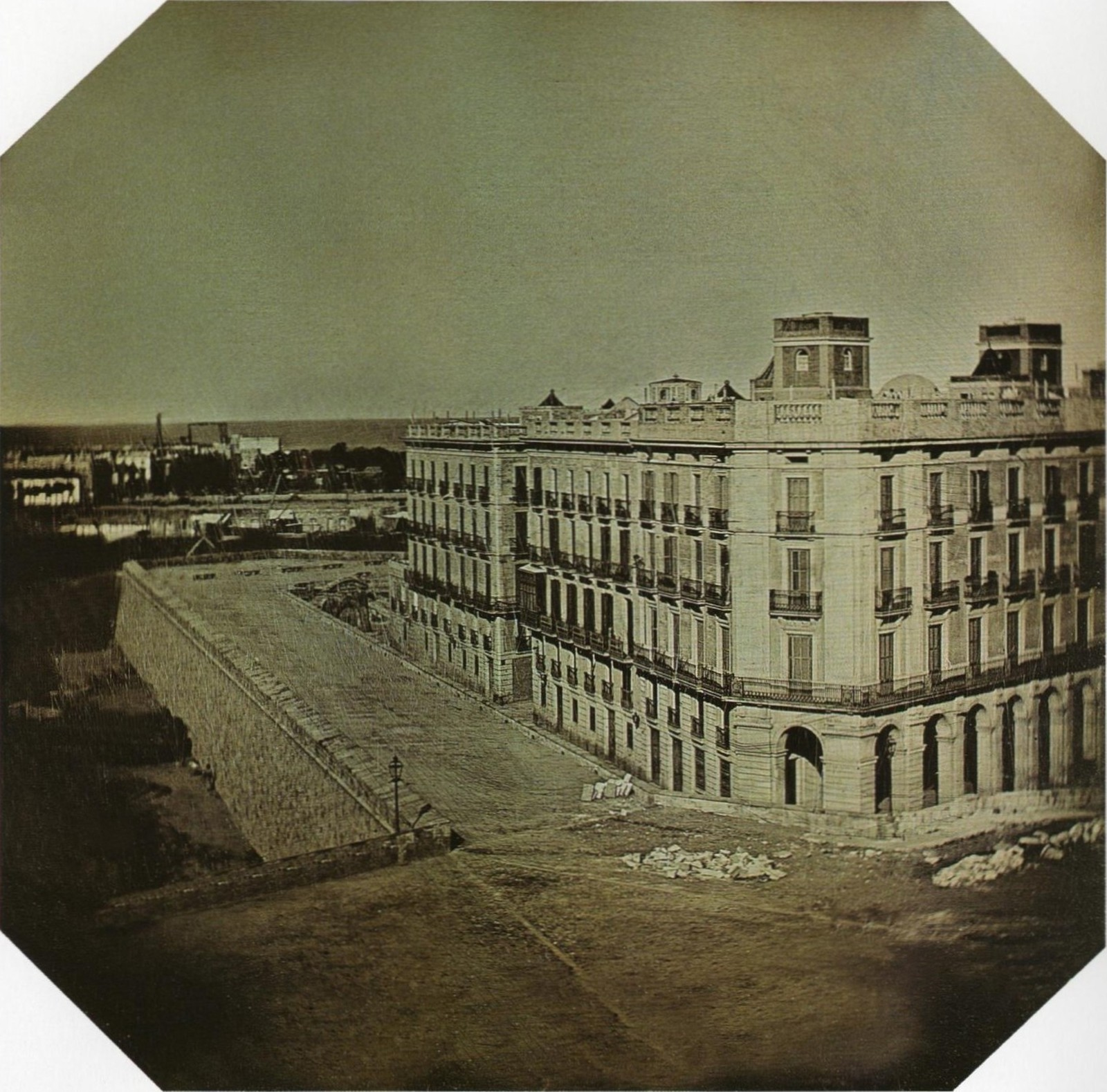
Daguerrotipo de la Casa Vidal Quadras, propiedad de la Casa Xifré, 1848 (imagen invertida horizontalmente).

## Biografía
Aprendió el oficio de grabador siguiendo la tradición familiar, pero tuvo ocasión de contemplar en París las demostraciones de Daguerre y aprender a realizar los daguerrotipos. En la capital francesa ya había realizado un daguerrotipo de la iglesia de la Madeleine.
La toma de la primera fotografía se realizó en una sesión pública con un encuadre que incluía la Lonja y la casa Xifré, con un tiempo de exposición de 22 minutos. El acontecimiento fue promovido por Pedro Felipe Monlau y Roca que propuso la adquisición de una cámara y sus accesorios por la Academia de las Ciencias de Barcelona. Gran parte de la información sobre el acontecimiento se debe a la publicación de la noticia en el Diario de Barcelona. El daguerrotipo se sorteó entre los asistentes en una rifa, los boletos se vendieron a seis reales y salió agraciado el número 56, pero no se conoce el paradero de esa plancha original.
Después de este acontecimiento Alabern se dedicó a hacer fotografías de modo complementario a su trabajo de editor, existiendo diversas publicaciones de su trabajo como la obra titulada «España: obra pintoresca en láminas» que combina daguerrotipos y dibujos a mano y en la que participaron Luis Rigalt y Antonio Roca Sallent con introducción de Francisco Pi y Margall.

## Comparación 1848-2011

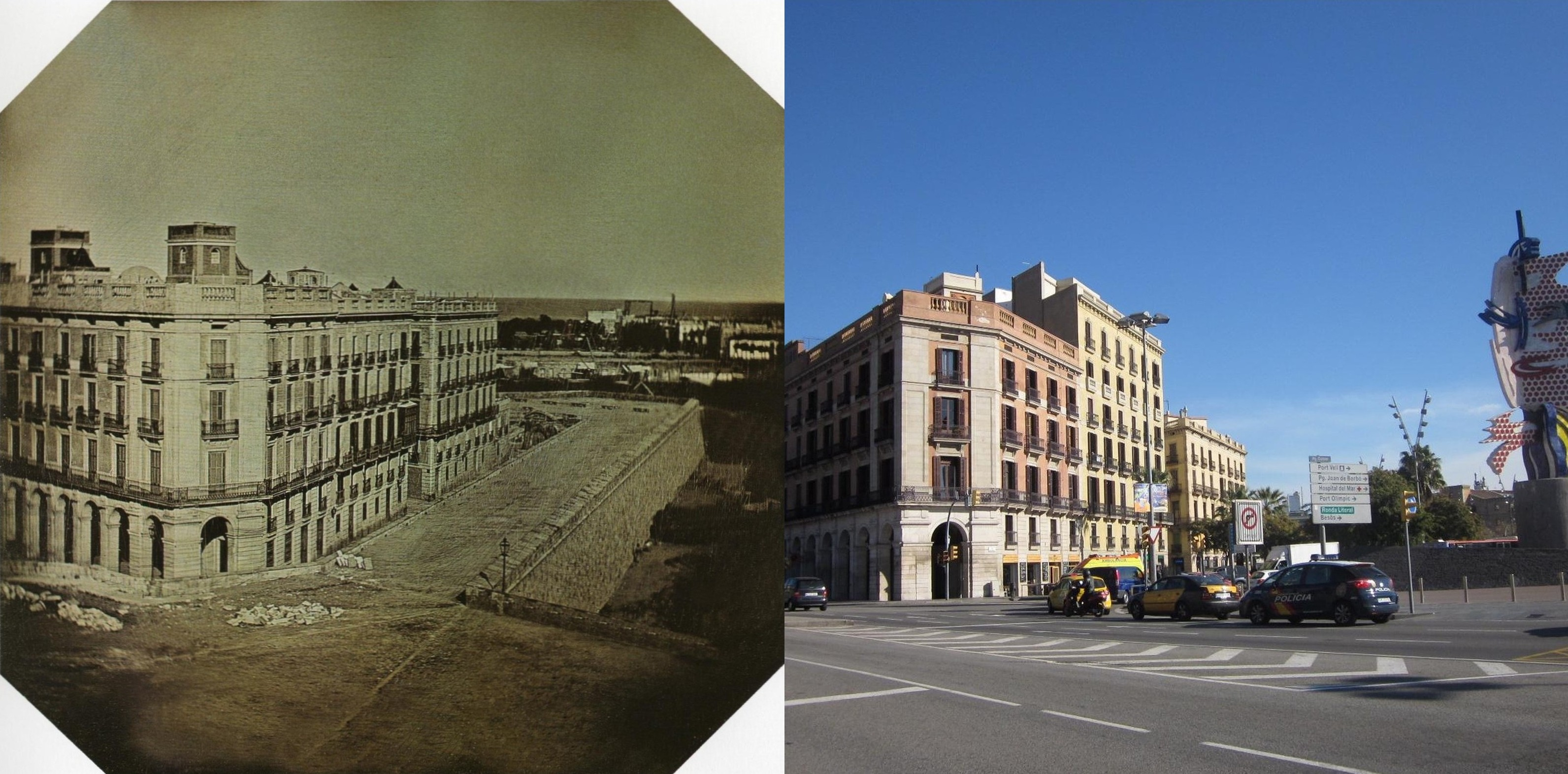
Comparación entre el primer daguererotipo conservado hecho en España (1848) y el mismo lugar en el 2011.